# Sergentomyia arboris
Sergentomyia arboris är en tvåvingeart som först beskrevs av John Alexander Sinton 1931.  Sergentomyia arboris ingår i släktet Sergentomyia och familjen fjärilsmyggor. Inga underarter finns listade i Catalogue of Life.